# 494 p.n.e.
| [ Edytuj tabelę ] |                                                                       |
| Władca Chin       | - 520 p.n.e. Jingwang 476 p.n.e.                                      |
| Król Kartaginy    | - 510 p.n.e. Hamilkar Magonida 480 p.n.e.                             |
| Król Macedonii    | - 498 p.n.e. Aleksander I 454 p.n.e.                                  |
| Władca Persji     | - 522 p.n.e. Dariusz Wielki 486 p.n.e.                                |
| Król Sparty       | - 520 p.n.e. Kleomenes I 490 p.n.e. - 515 p.n.e. Demaratos 491 p.n.e. |
| Król Syngalezów   | - 504 p.n.e. Panduvasdeva 474 p.n.e.                                  |

Rok 494 p.n.e.
stulecia: VI wiek p.n.e. ~
V wiek p.n.e. ~
IV wiek p.n.e.

lata: 504 p.n.e. «
498 p.n.e. «
497 p.n.e. «
496 p.n.e. «
495 p.n.e. «
494 p.n.e. »
493 p.n.e. »
492 p.n.e. »
491 p.n.e. »
490 p.n.e. »
484 p.n.e.

## Wydarzenia
- Persowie zdobyli Milet, koniec rebelii miast jońskich przeciwko Persji
- rzymscy plebejusze wywalczyli istnienie zgromadzenia (concilium plebis), które odtąd miało reprezentować ich interesy
- w Rzymie utworzono urzędy edyla i trybuna ludowego
- Flota Perska pokonała flotę  zbuntowanych Jonów  w  bitwie morskiej pod Lade